# Lionel Bovier
Pour les articles homonymes, voir Bovier.
Lionel Bovier, né en 1970 à Genève, est directeur du Musée d'art moderne et contemporain de Genève (MAMCO) depuis janvier 2016.

## Biographie
Lionel Bovier naît en 1970 à Genève. Il grandit et fait ses classes dans cette ville, puis étudie l'histoire de l'art à l'Université de Genève.
En 2016, il est nommé directeur du MAMCO succédant à Christian Bernard,.
À l'origine, il est curateur indépendant, associé notamment au Magasin de Grenoble, il enseigne au sein de l’École cantonale d'art de Lausanne (ECAL), est également critique d'art et éditeur, fondateur de JRP-Ringier (en),,.

## Publications
(fr) Lionel Bovier (dir.), MAMCO Genève, 1994-2016, Genève, MAMCO, 2017, 400 p. (ISBN 978-2-940159-88-8)
(fr) Lionel Bovier et Christophe Chérix, L'Irrésolution commune d’un engagement équivoque Écart, Genève 1969-1982, Genève, MAMCO, 1997, 156 p. (ISBN 978-2-940159-07-9)